# Чемпіонат світу з легкої атлетики в приміщенні 2018 — 800 метрів (жінки)
Змагання з бігу на 800 метрів серед жінок на Чемпіонаті світу з легкої атлетики в приміщенні 2018 у Бірмінгемі відбулись 3 та 4 березня в Арені Бірмінгем.

## Рекорди
На початок змагань основні рекордні результати були такими:
| WIR | Іоланда Чеплак Словенія   | 1.55,82 | Відень Австрія         | 3 березня 2002 |
| CR  | Людмила Форманова Чехія   | 1.56,90 | Маебасі Японія         | 7 березня 1999 |
| WL  | Лора М'юр Велика Британія | 1.59,69 | Глазго Велика Британія | 28 січня 2018  |
| WL  | Хабітам Алему Ефіопія     | 1.59,69 | Льєвен Франція         | 13 лютого 2018 |

Під час змагань був показаний наступний основний рекордний результат:
| WL | Франсін Нійонсаба Бурунді | 1.58,31 | Бірмінгем Велика Британія | 4 березня 2018 |

## Розклад
| Дата           | Час початку | Стадія |
| -------------- | ----------- | ------ |
| 3 березня 2018 | 11:50       | Забіги |
| 4 березня 2018 | 15:58       | Фінал  |

Вказаний місцевий час (UTC+0)

## Результати

### Забіги
Умови кваліфікації до наступного раунду: перші з кожного забігу (Q) та троє найшвидших за часом з тих, які посіли у забігах місця, починаючи з другого (q).
Забіг 1
| Місце | Атлетка                  | Країна  | Час     | Примітки |
| ----- | ------------------------ | ------- | ------- | -------- |
| 1     | Аджей Вілсон             | США     | 2.01,90 | Q        |
| 2     | Хабітам Алему            | Ефіопія | 2.02,18 | q        |
| 3     | Ангеліка Ціхоцька        | Польща  | 2.02,25 |          |
| 4     | Ліга Вельвере            | Латвія  | 2.02,98 |          |
| 5     | Естер Герреро Пуігдеваль | Іспанія | 2.04,06 |          |

Забіг 2
| Місце | Атлетка             | Країна          | Час     | Примітки |
| ----- | ------------------- | --------------- | ------- | -------- |
| 1     | Шелайна Оскан-Кларк | Велика Британія | 2.01,76 | Q        |
| 2     | Селіна Бюхель       | Швейцарія       | 2.01,84 | q        |
| 3     | Ревін Роджерс       | Канада          | 2.02,17 | q        |
| 4     | Дженна Веставей     | Кенія           | 2.03,91 |          |
| 5     | Вінні Чебет         | Кенія           | 2.18,31 | SB       |

Забіг 3
| Місце | Атлетка           | Країна          | Час     | Примітки |
| ----- | ----------------- | --------------- | ------- | -------- |
| 1     | Франсін Нійонсаба | Бурунді         | 2.00,99 | Q, SB    |
| 2     | Натоя Гуле        | Ямайка          | 2.02,49 |          |
| 3     | Мхаїрі Хендрі     | Велика Британія | 2.02,65 |          |
| 4     | Ольга Ляхова      | Україна         | 2.03,81 |          |
| 5     | Маргарет Вамбуї   | Кенія           | DQ      |          |

### Фінал
| Місце | Атлетка             | Країна          | Час     | Примітки |
| ----- | ------------------- | --------------- | ------- | -------- |
| 1     | Франсін Нійонсаба   | Бурунді         | 1.58,31 | WL       |
| 2     | Аджей Вілсон        | США             | 1.58,99 | PB       |
| 3     | Шелайна Оскан-Кларк | Велика Британія | 1.59,81 | PB       |
| 4     | Хабітам Алему       | Ефіопія         | 2.01,10 |          |
| 5     | Ревін Роджерс       | Канада          | 2.01,44 |          |
| 6     | Селіна Бюхель       | Швейцарія       | 2.03,01 |          |